# Coleophora
Coleophora — рід лускокрилих комах родини чохликових молей (Coleophoridae).

## Поширення
Рід представлений на всіх континентах, але більшість трапляється в районах Неарктики та Палеарктики. В Україні зафіксовано 56 видів (див.: Список лускокрилих України#Чохликові молі (Coleophoridae)).

## Опис
Дрібні молі з розмахом крил близько 1 см. Вусики у стані спокою випрямлені вперед, часто потовщені лускою біля основи; у самців базальний членик вусиків довгий, зазвичай з грубими лусочками або пучком, що виступає. Лабіальні щупики досить довгі, загнуті назад; другий членик більш менш шорсткий або з пучками щетинок; останній членик короткий, гострий. Задні гомілки шорсткі, опушені. Передні крила часто вкриті внизу довгими волосками; жилка 1b розгалужена, 4-а іноді відсутня, 5-а відсутня, 6-а і 7-ма зрощені або стеблисті, 8-а — відсутня. Задні крила лінійно-ланцетні; поперечні жилки іноді частково відсутні.

## Спосіб життя
Гусениці спочатку харчуються зсередини насінням, квітками або листям рослин-господарів, а коли вони стають більшими, вони вже живляться ззовні і створюють помітні захисні чохлики з рослинного матеріалу.

## Види
Рід включає понад 1350 видів. Деякі систематики пропонували розділити рід на численні менші роди, але таке розділення не стало загальноприйнятим.
Детальніше див. Список видів роду Coleophora.